# Miss Slovénie

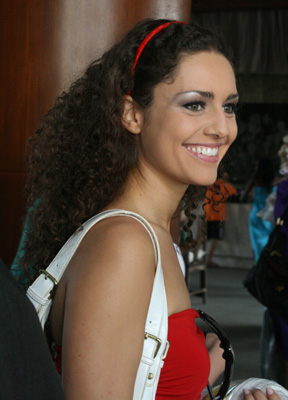
Tadeja Ternar, Miss Slovénie 2007.

Miss Slovénie (Slovène: Miss Slovenije ) est un concours national de beauté réservé aux femmes Slovènes. 

## Histoire
Le concours se tient depuis 1990. Avant cette année, les candidates slovènes participaient au concours Miss Yougoslavie où elles affrontaient d'autres candidates en provenance des autres républiques de la fédération de Yougoslavie. Chaque année, la gagnante du concours représente la Slovénie au concours Miss Monde.
Depuis 2001, la Slovénie organise également le concours Miss Univers Slovénie. La gagnante de ce concours défend alors son pays au concours de Miss Univers.
Iris Mulej a remporté les deux concours en devenant Miss Slovénie 2002 et Miss Univers Slovénie en 2006.

## Gagnantes du concours Miss Slovénie
| Année | Miss Slovénie  |
| ----- | -------------- |
| 1990  | Vesna Musić    |
| 1991  | Teja Skarza    |
| 1992  | Nataša Abram   |
| 1993  | Metka Albreht  |
| 1994  | Janja Zupan    |
| 1995  | Teja Boškin    |
| 1996  | Alenka Vindiš  |
| 1997  | Maja Šimec     |
| 1998  | Miša Novak     |
| 1999  | Neda Gačnik    |
| 2000  | Maša Merc      |
| 2001  | Rebeka Dremelj |
| 2002  | Nataša Krajnc  |
| 2003  | Tina Zajc      |
| 2004  | Živa Vadnov    |
| 2005  | Sanja Grohar   |
| 2006  | Iris Mulej     |
| 2007  | Tadeja Ternar  |
| 2008  | -              |
| 2009  | -              |

## Miss Univers Slovénie
| Année   | Gagnante         |
| ------- | ---------------- |
| 2001    | Minka Alagič     |
| 2002    | Iris Mulej       |
| 2003    | Polona Baš       |
| 2004-06 | pas de concours  |
| 2007    | Tjaša Kokalj     |
| 2008    | Anamarija Avbelj |
| 2009    | Mirela Korač     |